# Slivilești
Slivilești is een Roemeense gemeente in het district Gorj.
Slivilești telt 3805 inwoners.